# Harlue
Harlue is een dorp dat behoort tot de deelgemeente Bolinne van de Naamse gemeente Eghezée.

## Bezienswaardigheden
- De Sint-Martinuskerk (Église Saint-Martin)
- Het Kasteel van Harlue uit de 17e eeuw, staat sinds 1975 op de monumentenlijst en is samen met de nabijgelegen kerk, de pastorij en dreven een geklasseerde site.

## Natuur en landschap
Harlue ligt aan de Marka die hier samenvlieut met de Mehaigne. De hoogte aan de kerk bedraagt 142 meter.

## Nabijgelegen kernen
Éghezée, Bolinne, Taviers, Ramillies, Noville-sur-Mehaigne